# Župske figurine
Župske figurine su figurine pronađene 60-ih godina 20. veka na području Vitkovačkog polja, udaljenog 4 km od Aleksandrovca. U njih se ubrajaju figurine nazvane Lady of Aleksandrovac (Miladija), Venus de Župa (Grozdana), Madam de Vitkovo (Ružica) i Madame de Venčac (Kadivka). Figure je prvi promovisao osnivač Zavičajnog muzeja Župe Miloslav Bondžić i u sklopu njegove veoma plodonosne aktivnosti figure sa Vitkovačkog polja su stekle svetsku slavu, kako na Svetskoj izložbi u Nici 1991. godine, tako i na izložbama u Danskoj i Velikoj Britaniji. U Zavičajnom muzeju Župe se čuva ukupno 24 figur(in)e koje pripadaju vinčanskoj kulturi.

## Neolitsko naselje i kultura
Župa je kotlina u centralnoj Srbiji, koja se nalazi između planina Kopaonik, Željin, Goč i Jastrebac. Upravo u centralnom delu ovog prostora se pre 7000 godina razvijalo naselje neolitske kulture, koje je predstavljalo jednu od najvažnijih etapa u razvoju ljudske civilizacije. To naselje je danas poznato kao Vitkovačko polje, koje se prostire na prostoru udaljenom četiri kilometra od Aleksandrovca, na današnjem regionalnom putu ka Kruševcu, na površini od preko 120 hektara. Bilo je jedno od najznačajnijih naselja vinčanske kulture (5500 – 4500. p. n. e.) na prostoru Balkana, a ujedno i religiozni centar. 
Ovo je period razvoja čovečanstva u kome su se desile mnoge evolutivne stvari za čovečanstvo, pre svega ljudi su počeli da se bave poljoprivredom i pripitomljavanjem životinja i biljaka. Važne karakteristike ovog razdoblja su i izrada grnčarije, prelazak na sedelački način života, samim tim i funkcionalnija i raskošnija gradnja kuća i okućnica. U vinčanskoj kulturi gotovo da nisu pronađeni tragovi ratovanja, živelo se od svog rada i nije postojalo veće socijalno raslojavanje. Arheolozi često ovaj period nazivaju zlatnim dobom ljudske istorije. Javlja se religijska svest i prva umetnost, a kao najočigledniji primer tog spoja su stotine pronađenih figurina sa brojnih lokaliteta u zemljama centralnog Balkana.
Najimpozantniji primerci vinčanske kulture, pronađeni su upravo ovde, u Župi. Krajem šezdesetih godina XX veka na Vitkovačkom polju sasvim slučajno su pronađene četiri figurine koje su godinama čuvane u osnovnoj školi u Aleksandrovcu a potom u Zavičajnom muzeju Župe, koji je otvoren 1991. godine. Ove figurine sa mnoštvom drugih predmeta od pečene zemlje, predstavljaju dela prvih zemljoradnika ovih prostora a i danas, hiljadama godina kasnije, u Župi je upravo zemlja suština postanka i opstanka.

## Pronalazak Miladije
Iako se pola veka znalo da je ovaj lokalitet bio važno središte vinčanske kulture, pokušaji da se on sistematski istraži bili su bezuspešni. I pored decenija upornog ukazivanja nadležnim institucijama na značaj istraživanja, prvo od strane profesora Bondžića, a potom i njegovih naslednika u muzeju, nije bilo ozbiljnijeg pomaka. Sve je svedeno samo na par kratkih kampanja koje su finansirali ljudi koji su planirali gradnju na lokalitetu, a imajući u vidu da je on pod zaštitom, imali obavezu da na površini na kojoj grade, angažuju arheologe da obave zaštitna istraživanja.
Upravo prilikom zaštitnih arheoloških iskopavanja za potrebe prolaska lokalne kanalizacije, 12. avgusta 2019. godine, u kampanji kojom je rukovodila arheolog Narodnog muzeja Kruševac Gordana Čađenović, poslednjeg dana istraživanja, arheolog Zavičajnog muzeja Župe, Sanja Crnobrnja Krasić otkrila je, posle tačno 50 godina, još jednu, najmonumentalniju do sada, statuu vinčanske kulture. Nazvana je Miladija, odnosno na engleskom jeziku Lady of Aleksandrovac.
Pronađeno je ukupno 35 ulomaka figure, od čega je torzo sačuvan u celosti koji je masivan i težak, sa urezanim linijama u vidu dekoracije. Procenjeno je da je figurina stara oko 6.000 godina i najstarija je koja je nađena do sad na lokalitetu. Figurina ima visinu od 54 cm što predstavlja najveću praistorijsku figuru rađenu od pečene zemlje koja je ikad pronađena.

## Spoljašnje veze
Nacionalna geografija